# Кимжа (приток Мезени)
Ки́мжа — река в Архангельской области России, левый приток Мезени. Протекает по территории Лешуконского и Мезенского районов.
Длина реки составляет 158 км. Площадь водосборного бассейна — 1490 км².
Образуется при слиянии рек Виска и Вервей на высоте 54,5 метра над уровнем моря. Устье реки находится в 81 км по левому берегу реки Мезень. На низовье Кимжи распространяется подпор от морских приливов. Возле устья на правом берегу реки находится деревня Кимжа.
Притоки:
- 52 км: Мамбас
- 80 км: Кумыш
- 98 км: ручей Казручей
- 99 км: река без названия
- 125 км: река Тяфсора
- 150 км: Летняя
- 158 км: Виска
- 158 км: ручей Вервей

## Данные водного реестра
По данным государственного водного реестра России относится к Двинско-Печорскому бассейновому округу, водохозяйственный участок реки — Мезень от водомерного поста деревни Малонисогорская и до устья. Речной бассейн реки — Мезень.
Код объекта в государственном водном реестре — 03030000212103000050435.